# نیکولو ریچی
نیکولو ریچی (انگلیسی: Niccolò Ricchi؛ زادهٔ ۱۰ دسامبر ۲۰۰۰) بازیکن فوتبال اهل ایتالیا است.